# Bazilika svatého Trofima (Arles)
Bazilika svatého Trofima v Arles pochází z poloviny 12. století. Před přeměnou na chrám Rozumu za Velké francouzské revoluce stavba sloužila jako Římskokatolická katedrála arleské arcidiecéze, zrušené v roce 1801 (její území bylo přičleněno k arcidiecézi v Aix-en-Provence). V roce 1882 byl kostel povýšen na baziliku minor.
Byla postavena v románském stylu v období 1078 až 1152. Stojí na Náměstí republiky, kde je i její hlavní vchod s bohatě zdobeným portálem plastikami Ježíše Krista, evangelistů a Posledního soudu.
V jejích prostorách proběhly dvě významné historické události: korunovace Barbarossy (1178) a uzavření sňatku Jolandy Aragonské a Ludvíka II. z Anjou (1389).